# Милорад Кењаловић
Милорад Буцо Кењаловић (Сомбор, 25. фебруар 1948) је српски етномузиколог и музички педагог.

## Биографија
Основно и средње музичко образовање стекао је у Бањој Луци. Студије на Одсјеку за музичку теорију, музичку педагогију и соло пјевање завршио је (1972) на Музичкој академији у Сарајеву. На Факултету музичке уметности у Београду одбранио је (2003) магистарски рад Владо Милошевић – етномузиколог. Докторску тезу Традиционално народно пјевање сјеверозапад-
не Босне (Босанске Крајине) са посебним акцентом на ојкачи одбранио је (2014) на Академији уметности Универзитета у Новом Саду. Био је запослен у Опери Народног позоришта у Сарајеву (1968–1972), РТВ Сарајево (1972–1976), Радио Бањој Луци (1976–1992), РТРС-у (1992–1998) и Академији умјетности у Бањoj Луци (1998–2018). За асистента (1984) и предавача (1989) биран је на Педагошкој академији у Бањoj Луци, а за доцента (1997), ванредног (2001) и редовног професора (2007) на Академији умјетности у Бањoj Луци, за умјетничке области: вокално-инструментална настава, методика музичке културе, музички фолклор и свирање хорских партитура. Био је гостујући професор на Музичкој академији у Источном Сарајеву. На Акадeмији умјетности у Бањој Луци био је продекан (1998–2000) и декан (2002–2008). Један је од оснивача Академије умјетности у Бањој Луци. Утемељивач је и организатор манифестације „Дани Владе Милошевића“ у Бањој Луци и оснивач Музиколошког друштва Републике Српске. Објавио је око 200 умјетничких и научних радова.

## Награде
- Добитник је награда:
- Плакета града Бања Лука,
- Естрадна награда Југославије (1989),
- „Похорски анђео“ (2000) и
- Признање за организацију и промовисање умјетничких и научних вриједности младих – Дани Владе Милошевића (2009).[1]

## Важнији радови
- Бисери градске музике (антологијска нотна збирка и компакт-диск), Бања Лука 2000;
- Владо С. Милошевић, етномузиколог, Бања Лука 2002;
- The Report about the status of material cultural heritage in Bosnia and Herzegovina during the war from 1992 till 1995, International conference of Ministers responsible for Culture in Southeast Europe, Mostar
- 2004, 65–66; Transkripcija u etnomuzikologiji: za i protiv, 4. međunarodni simpozijum „Muzika u društvu“, Sarajevo 2005, 203–208;
- Пјесмо моја родитеља мога: традиционално народно пјевање сјеверозападне Босне са посебним акцентом на „ојкачи“, Бања Лука 2014.[1]